# DSG
DSG er et gearsystem, som findes som ekstraudstyr til en hel del af Volkswagen-koncernens biler. Systemet blev introduceret i 2003 i Volkswagen Golf R32 og Audi TT 3.2 V6, og har siden bredt sig til en hel del af koncernens bilmodeller.
Systemet er forsynet med automatisk kobling, og kan betjenes både som en manuel og som en automatisk gearkasse.
I de første år fandtes der kun en 6-trins udgave af systemet. En 7-trins udgave blev introduceret i 2008 i Volkswagen Golf V, Volkswagen Jetta og Volkswagen Touran i kombination med 1,9 TDI dieselmotoren med 105 hk, og senere også i forbindelse med 1,4 TSI benzinmotoren med 122 hk og 1,6 benzinmotoren med 102 hk.
| Maskiner | Spire Denne artikel om maskiner, maskindele og apparater er en spire som bør udbygges. Du er velkommen til at hjælpe Wikipedia ved at udvide den. |